# Rosa María Aldea Gómez
Rosa María Aldea Gómez, née le 1er mars 1970, est une femme politique espagnole membre du Parti socialiste ouvrier espagnol (PSOE).

## Biographie

### Vie privée
Elle est mariée et mère d'une fille.

### Carrière politique
Elle est élue maire de Cisneros en 2007.
Le 20 décembre 2015, elle est élue sénatrice pour Palencia au Sénat et réélue en 2016. Elle est porte-parole adjointe du groupe parlementaire socialiste.